# Honma Munehisa
Honma Munehisa est un nom japonais traditionnel ; le nom de famille (ou le nom d'école), Honma, précède donc le prénom (ou le nom d'artiste).
Honma Munehisa (本間 宗久, Honma Munehisa, 1724-1803), aussi appelé Honma Sōkyū, surnommé le « dieu des marchés », est un négociant japonais originaire de Sakata, considéré comme le père du graphique en chandeliers, une forme d'analyse technique utilisée sur les marchés boursiers.
Grâce à son approche, il est devenu l'un des négociants les plus célèbres du marché boursier et aurait gagné l'équivalent aujourd'hui de 10 milliards de dollars. Une rumeur dit même qu'il a été capable d'effectuer 100 transactions gagnantes consécutives. Ses réalisations lui ont valu d'être promu au rang honorifique de samouraï et conseiller financier du shogunat Tokugawa.

## Biographie
Le riz est à l'époque la denrée la plus précieuse et la plus essentielle au Japon, et la bourse du riz de Dōjima à Osaka est le centre du commerce de cette denrée. Fondée en 1697, elle commence en 1710 à émettre des « coupons de riz » qui promettent la livraison du riz à une date ultérieure et qui peuvent être considérés aujourd'hui comme les premiers contrats à terme activement négociés.
Issu d'une très riche famille de négociants en riz, Honma Munehisa élabore, au fil des années, une stratégie comprenant un ensemble de règles et d'actions basées sur différents scénarios de marché. Il dessine chaque jour sur du papier de riz une figure à partir du prix d'ouverture, de clôture, du plus haut et du plus bas. C'est ainsi qu'il conçoit un type de graphique particulier en forme de chandeliers dont le corps, qui représente l'« essence des mouvements de prix », la couleur (blanche ou noire) et la taille représente les mouvements du prix du riz de la séance du jour. Il repère des types de chandeliers qu'il retrouve fréquemment et leur donne des noms particuliers (marubozu, toupie, doji, marteau, pendu, etc). En alignant ces figures sur de longues périodes, il commence à comprendre qu'il existe cinq groupes de motifs répétitifs dans la tendance des prix, et qui utilisent tous le chiffre trois :

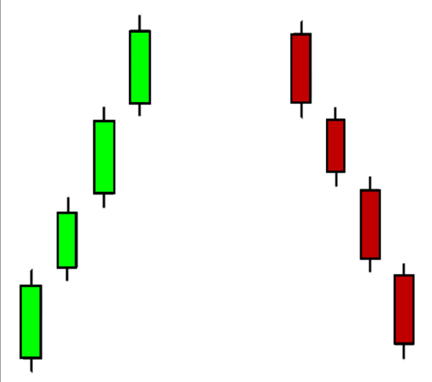
Sanau (trois écarts) : Chandeliers consécutifs séparés d'un écart à trois reprises. Signifie que la tendance (haussière ou baissière) a atteint la phase d'épuisement et qu'elle est sur le point de se consolider ou de se retourner.
Sanpei (trois lignes parallèles) : Trois chandeliers sans écarts entre eux. Indique que la direction de la tendance actuelle devrait se poursuivre. Lorsque les trois chandeliers sont haussiers, la formation est connue sous le nom des « trois soldats blancs » ; lorsqu'ils sont baissiers, le motif est appelé les « trois corbeaux noirs ».
Sansen (trois rivières) : Trois chandeliers consécutifs (un long dans un sens, un petit, puis un autre long dans l'autre sens) signifient que la tendance (haussière ou baissière) est arrivée à son terme et se retourne.
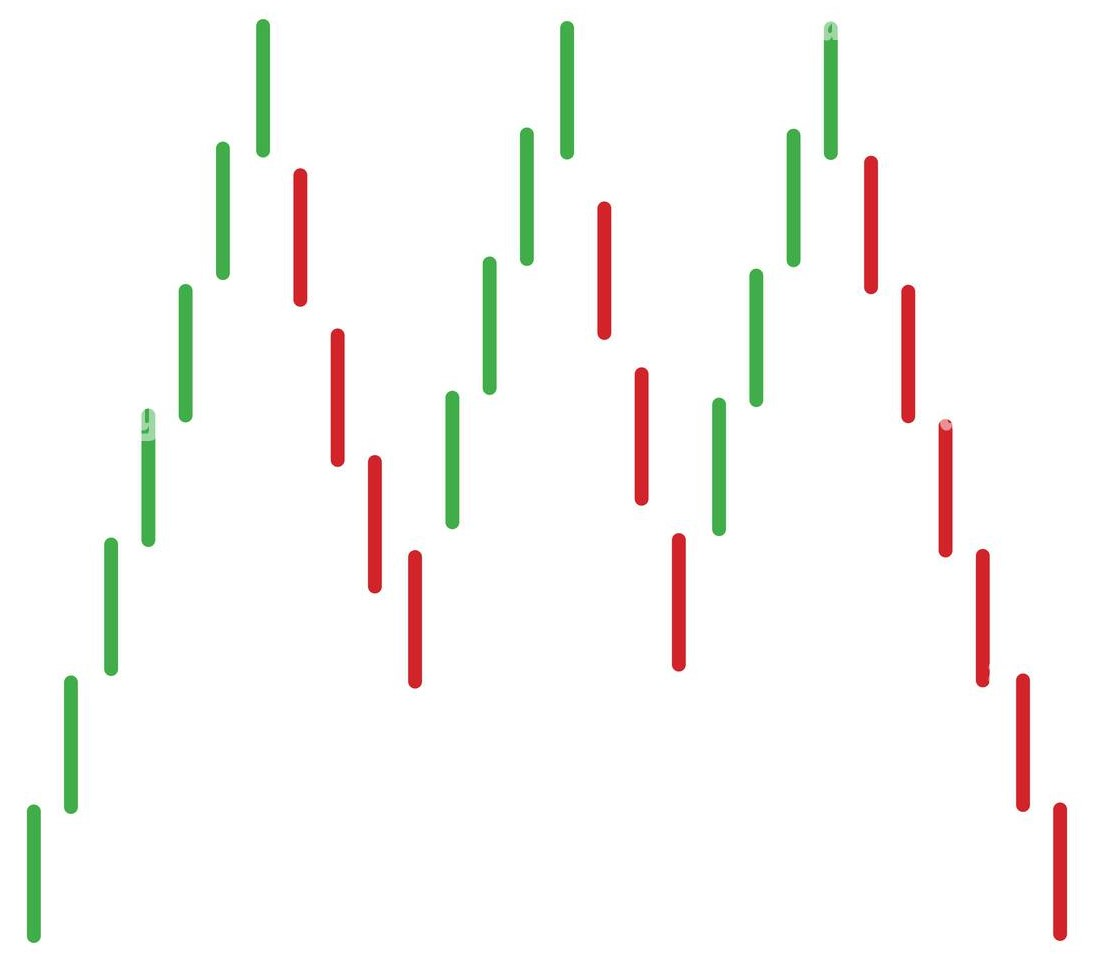
Sanzan (trois montagnes) : Composé de nombreux chandeliers. Trois sommets consécutifs. Indique un retournement de la tendance précédant le premier sommet. Similaire à la figure occidentale appelé « Tête et épaules ».
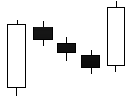
Sanpo (méthode des trois) : Trois petits chandeliers situés entre deux grands en sens inverse. La tendance est imprévisible et le négociant doit faire une pause et observer.

Cela lui apporte un avantage considérable car il peut ainsi évaluer le sentiment des participants du marché, et comprendre si le cours est plutôt dominé par les vendeurs ou les acheteurs. Il appelle sa technique les « cinq de Sakata », d'après le nom de sa ville d'origine et les cinq modèles de chandeliers qu'il utilise pour prédire les mouvements de prix.
Il développe également son propre système d'information en plaçant, à des heures précises, un homme tous les 6 km sur les toits des bâtiments avec des drapeaux pour envoyer des signaux, sur toute la distance entre Sakata et Osaka (600 km), qui est le centre principal de négociation du riz, pour rester au courant du prix.
En se basant sur des années de mouvements et d'analyses des prix du riz, il comprend l'influence de la psychologie des investisseurs sur le marché boursier. Il garde sa stratégie secrète jusqu'en 1755 quand il publie un ouvrage intitulé Dossier secret des trois singes (三猿金泉秘録), qui est aujourd'hui considéré comme le premier livre sur la psychologie du marché. Il prouve alors qu'il a déjà compris que les négociants réagissent souvent de manière émotionnelle aux variations des prix sur le marché, ce qui peut créer des tendances à la hausse ou à la baisse. Il utilise ces réactions émotionnelles pour prédire les tendances du marché avec une grande précision. Il appelle Yin le marché haussier et Yang le marché baissier et décrit en détail leur interaction et leur retournement. Son proverbe selon lequel « lorsque tout est baissier, il y a des raisons pour que les prix augmentent » permet de prendre position contre le marché avec succès.
Certaines sources[réf. nécessaire] affirment qu'il a écrit deux autres livres : Commentaire complet sur la stratégie Sakata (酒田戦術詳解, Sakata Senjyutsu Syokai) et Honma Sokyu - Récits d'une vie immergée dans le marché (本間宗久相場三昧伝, Honma Sokyu Soba Zanmai Den).
Ce n'est que bien plus tard, en 1991, que l'analyste américain Steve Nison introduit les chandeliers japonais en Occident grâce à son livre Japanese Candlestick Charting Techniques: A Contemporary Guide to the Ancient Investment Techniques of the Far East (« Techniques de graphique en chandeliers japonais : Guide contemporain des anciennes techniques d'investissement d'Extrême-Orient »). Malgré cette introduction tardive en Occident, les chandeliers japonais sont considérés aujourd’hui comme l'outil d'analyse technique le plus populaire.